# Fürtös gyűrűvirág
A fürtös gyűrűvirág (Carpesium abrotanoides) az őszirózsafélék családjába tartozó, eurázsiai elterjedésű növény.

## Megjelenése
A fürtös gyűrűvirág 50–100 cm magas, lágyszárú, évelő növény. Szára erőteljes, sokszorosan elágazó, a csúcs felé pelyhesedő, dúsan leveles. Érdesen rövidszőrös, nagy levelei szórt állásúak, mindkét végén kihegyesedő, megnyúlt, ellipszis alakúak.
Július végétől október közepéig virágzik. Nem feltűnő, sárga csöves virágokból álló, kb fél cm. átmérőjű fészkes virágai a levelek hónaljából nőnek ki; gyakran csüngenek. Magvai október-novemberre érnek be.
Kromoszómaszáma 2n=40.
Hasonló faj a bókoló gyűrűvirág (Carpesium cernuum), de annak hajtáscsúcson fejlődő, bókoló virágai jóval nagyobbak (1–2 cm-esek).

## Elterjedése és életmódja
Eurázsiában honos: Dél-Európától Elő-Ázsián, Afganisztánon, Indián, Kínán keresztül egészen Japánig megtalálható. Magyarországon Dél-Zalában, Belső-Somogyban, a Dráva-síkon, a Sárközben, a Mohácsi-síkon, a Mohácsi-szigeten és a Duna-Tisza közén vannak állományai.
Ligeterdők, gyertyános-tölgyesek, ártéri gyomtársulások növénye. Inkább mészkedvelő.
Magyarországon védett, természetvédelmi értéke 5 000 Ft.

## Felhasználása
Az egész növény vértisztító, skorbutellenes, összehúzó, hánytató, köptető, lázcsillapító, hashajtó és sebgyógyító hatású. Főzetét hörghurut, mandulagyulladás, kelések, fekélyek, kígyómarás kezelésére használják. Szárának nedvével rovarcsípést és torokfájást kezelnek. Termésének főzete féregűző. Magva gyulladáscsillapító, vízhajtó, hashajtó, féregűző, köhögés elleni hatással bír. Gyökere vízhajtó és féregűző. A növényt rovarölőként is alkalmazzák.

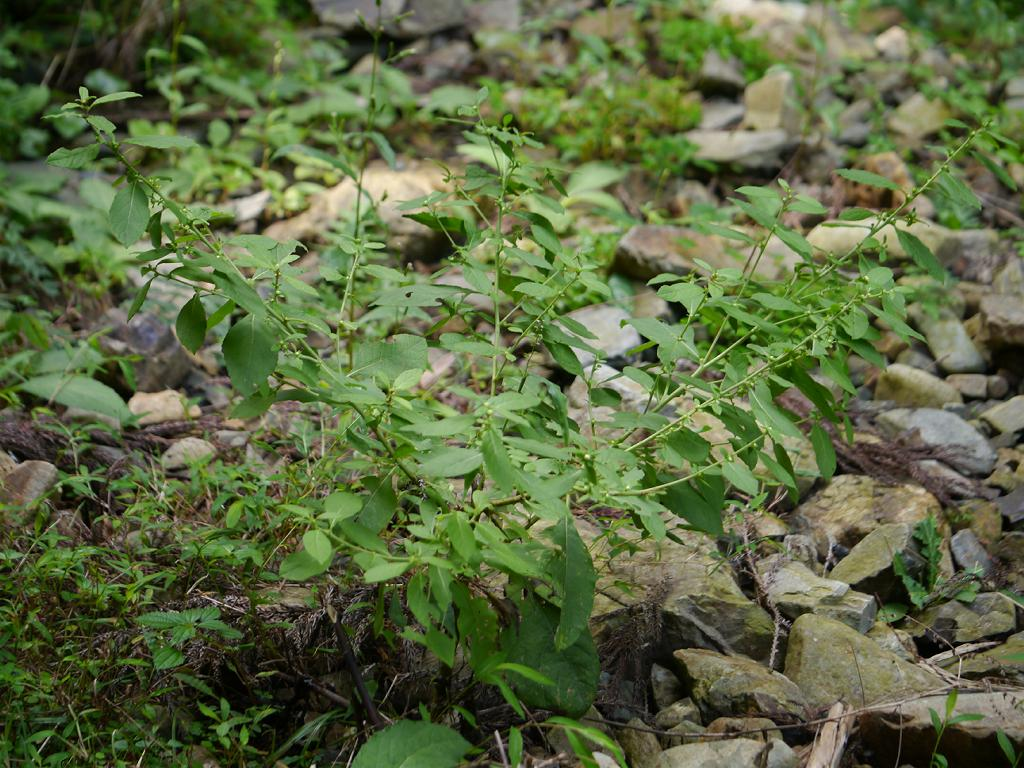
Habitusa
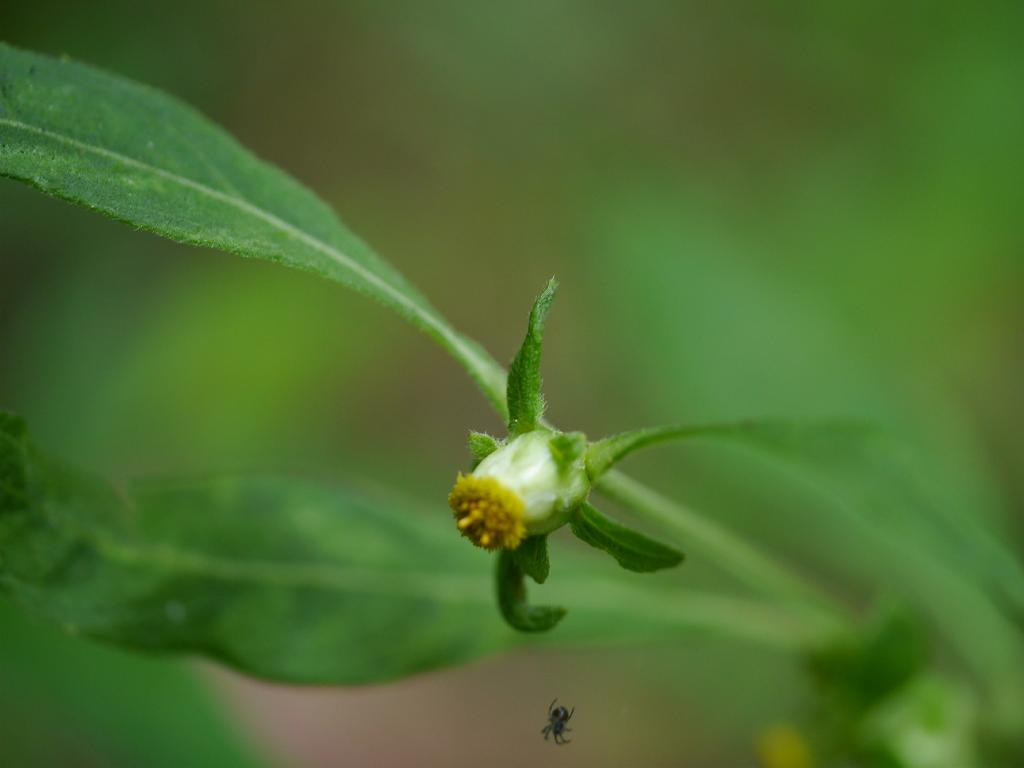
Virága
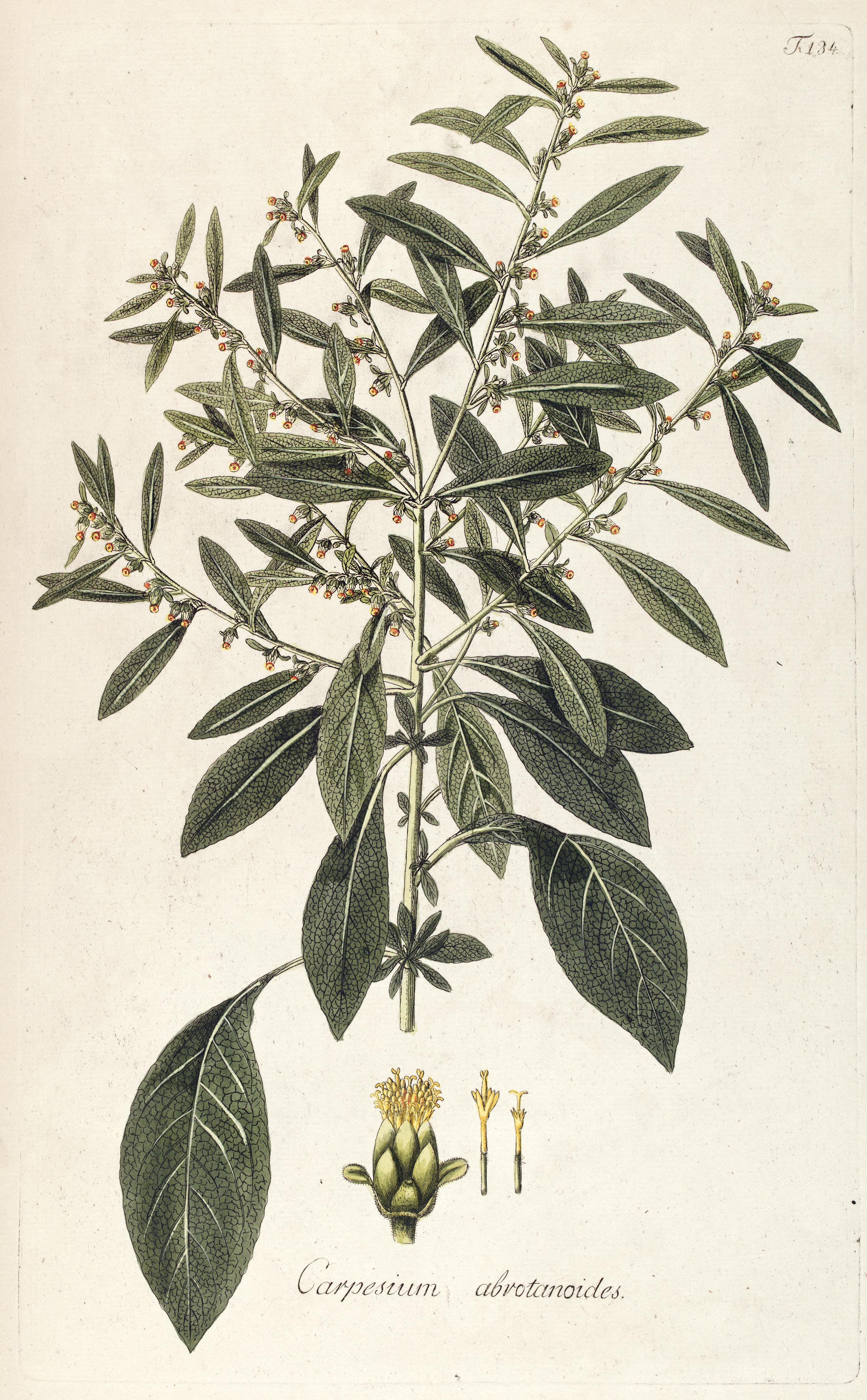
Ábrázolása 1800-1809-ből